# Rasbora borneensis
Rasbora borneensis är en fiskart som beskrevs av Bleeker, 1860. Rasbora borneensis ingår i släktet Rasbora och familjen karpfiskar. Inga underarter finns listade i Catalogue of Life.